# Іван Цонов
Іван Цонов (болг. Иван Цонов; нар. 31 липня 1966, село Красново, Пловдивська область) — болгарський борець вільного стилю, чемпіон, триразовий срібний та дворазовий бронзовий призер чемпіонатів Європи, срібний призер Олімпійських ігор.

## Життєпис
Боротьбою почав займатися з 1977 року. Був чемпіоном світу 1985 року серед молоді, та чемпіоном Європи 1986 року серед молоді.
Виступав за борцівський клуб «Славія-Літекс», Софія. Тренер — Коло Марков, Міхо Дуков. Володар Золотого пояса «Дан Колов» за 1990 рік.
Відразу після завершення у 2000 роув активних виступів на борцівському килимі перейшов на тренерську роботу, був призначений старшим тренером національної збірної Болгарії з вільної боротьби. У наступному 2001 році його назвали тренером № 1 Болгарії. Згодом покинув цю посаду, але у 2015 році повернувся до національної збірної Болгарії з вільної боротьби як помічник старшого тренера команди Валентина Райчева.

## Спортивні результати на міжнародних змаганнях

### Виступи на Олімпіадах
| Змагання                    | Збірна   | Вагова категорія          | Місце  |
| --------------------------- | -------- | ------------------------- | ------ |
| Літні Олімпійські ігри 1988 | Болгарія | вільна боротьба, до 48 кг | Срібло |
| Літні Олімпійські ігри 2000 | Болгарія | вільна боротьба, до 54 кг | 19     |

### Виступи на Чемпіонатах світу
| Змагання                        | Збірна   | Вагова категорія          | Місце |
| ------------------------------- | -------- | ------------------------- | ----- |
| Чемпіонат світу з боротьби 1997 | Болгарія | вільна боротьба, до 54 кг | 7     |
| Чемпіонат світу з боротьби 1998 | Болгарія | вільна боротьба, до 54 кг | 11    |
| Чемпіонат світу з боротьби 1999 | Болгарія | вільна боротьба, до 54 кг | 4     |

### Виступи на Чемпіонатах Європи
| Змагання                         | Збірна   | Вагова категорія          | Місце  |
| -------------------------------- | -------- | ------------------------- | ------ |
| Чемпіонат Європи з боротьби 1990 | Болгарія | вільна боротьба, до 52 кг | Бронза |
| Чемпіонат Європи з боротьби 1991 | Болгарія | вільна боротьба, до 52 кг | 4      |
| Чемпіонат Європи з боротьби 1992 | Болгарія | вільна боротьба, до 52 кг | Золото |
| Чемпіонат Європи з боротьби 1993 | Болгарія | вільна боротьба, до 52 кг | 10     |
| Чемпіонат Європи з боротьби 1994 | Болгарія | вільна боротьба, до 52 кг | Срібло |
| Чемпіонат Європи з боротьби 1995 | Болгарія | вільна боротьба, до 52 кг | Бронза |
| Чемпіонат Європи з боротьби 1996 | Болгарія | вільна боротьба, до 52 кг | Срібло |
| Чемпіонат Європи з боротьби 1997 | Болгарія | вільна боротьба, до 54 кг | 10     |
| Чемпіонат Європи з боротьби 1998 | Болгарія | вільна боротьба, до 54 кг | 14     |
| Чемпіонат Європи з боротьби 1999 | Болгарія | вільна боротьба, до 54 кг | Срібло |

### Виступи на інших змаганнях
| Змагання                           | Збірна   | Вагова категорія          | Місце  |
| ---------------------------------- | -------- | ------------------------- | ------ |
| Гран-прі Німеччини з боротьби 1987 | Болгарія | вільна боротьба, до 52 кг | Срібло |
| Гран-прі Німеччини з боротьби 1994 | Болгарія | вільна боротьба, до 52 кг | Срібло |

### Виступи на змаганнях молодших вікових груп
| Змагання                                      | Збірна   | Вагова категорія          | Місце  |
| --------------------------------------------- | -------- | ------------------------- | ------ |
| Чемпіонат світу з боротьби серед молоді 1985  | Болгарія | вільна боротьба, до 52 кг | Золото |
| Чемпіонат Європи з боротьби серед молоді 1986 | Болгарія | вільна боротьба, до 52 кг | Золото |
| Чемпіонат світу з боротьби серед молоді 1987  | Болгарія | вільна боротьба, до 52 кг | 5      |